# Мэпп, Ронда
Ронда Тойджа Мэпп (англ. Rhonda Toyja Mapp; род. 13 октября 1969 года, Ашвилл, штат Северная Каролина, США) — американская профессиональная баскетболистка, выступавшая в женской национальной баскетбольной ассоциации. Она была выбрана на драфте ВНБА 1997 года на первом этапе элитного раунда под общим третьим номером клубом «Шарлотт Стинг». Играла на позиции центровой.

## Ранние годы
Ронда Мэпп родилась 13 октября 1969 года в городе Ашвилл (Северная Каролина), училась она там же в одноимённой средней школе, в которой выступала за местную баскетбольную команду.